# Acotanto
Gli Acotanto (talvolta anche Acoitanto) furono una famiglia patrizia veneziana, annoverata fra le cosiddette Case Nuove.

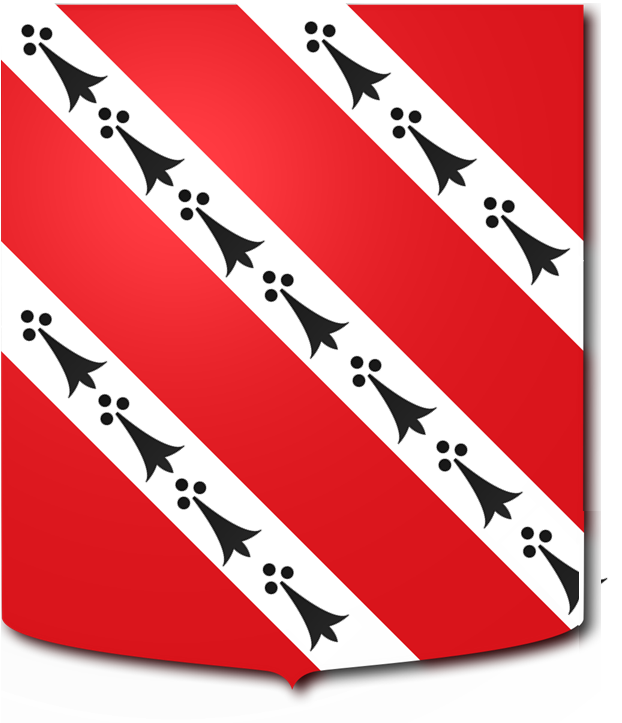
Stemma Acotanto

## Storia
Le fonti sono fortemente discordi sulle notizie riguardanti questo casato.
La tradizione vuole che gli Acotanto fossero originari di Altino, donde si trasferirono in laguna certamente in epoca molto remota, dal momento che produssero antichi tribuni. Altre cronache, invece, affermano che questa famiglia sarebbe giunta a Venezia da Costantinopoli al seguito del doge Domenico Michiel (verosimilmante tra il 1122 e il 1126): tale affermazione, tuttavia, andrebbe a scontrarsi con quelle fonti che vorrebbero un certo Nicolò, appartenente a questo casato, legato veneto presso il papa nel 760.
Alcuni cronisti attestano che questa famiglia si estinse prima della serrata del Maggior Consiglio (1297), forse in un certo Andrea Acotanto, la cui data di morte è ignota, ma di cui abbiamo un terminus post quem, dal momento che una fonte settecentesca lo vorrebbe tra gli elettori del doge Jacopo Contarini nel 1275. Questa stessa fonte, tuttavia, mette in guardia sul fatto che altre cronache antiche attestano un Francesco Acotanto da San Luca, «fra quei Patrizj, che nel 1379 facevano fazione nell'estimo di Venezia». Più recenti studi confermerebbero la presenza degli Acotanto in Maggior Consiglio dopo la serrata (nel 1297 o nel 1298, in quanto, al momento della serrata, si trovavano a Costantinopoli), e pongono l'estinzione del casato verosimilmente verso la metà del XIV secolo.
Tra i membri illustri della famiglia, si ricorda un monaco benedettino, Pietro Acotanto, vissuto nel XII secolo, venerato come beato dalla Chiesa cattolica e sepolto nella chiesa di San Basilio (oggi scomparsa; attualmente la salma è conservata in San Trovaso), il cui culto è ancora oggi piuttosto sentito in laguna.

## Membri illustri
- Beato Pietro Acotanto († 1187), monaco veneziano.